# Munizipalität Adigeni
Die Munizipalität Adigeni (georgisch ადიგენის მუნიციპალიტეტი, Adigenis munizipaliteti)  ist eine Verwaltungseinheit (etwa entsprechend einem Landkreis) in der Region Samzche-Dschawachetien im Süden Georgiens.

## Geographie
Verwaltungszentrum der Munizipalität Adigeni ist die namensgebende Minderstadt (georgisch daba, დაბა) Adigeni. Die 799,6 km² große Munizipalität grenzt im Osten an die ebenfalls zur Region Samzche-Dschawachetien gehörende Munizipalität Achalziche, im Westen an die Munizipalität Chulo der Autonomen Republik Adscharien, im Nordwesten an die Munizipalität Tschochatauri der Region Gurien und im Norden an die Munizipalitäten Wani und  Baghdati der Region Imeretien. Im Süden verläuft die Staatsgrenze zur Türkei.
Im Norden der Munizipalität erstreckt sich das Meschetische Gebirge, das in diesem Bereich mit einem namenlosen Gipfel eine Höhe von 2778 m über dem Meeresspiegel erreicht. Die Bergkette entlang der Staatsgrenze zur Türkei erhebt sich auf über 2400 m. Im Tal zwischen den Bergzügen, das im Westen mit einem Pass zum Tal des Adschariszqali in Adscharien abschließt, fließt der Kwabliani, ein Zufluss des linken Kura-Nebenflusses Pozchowiszqali. Im Kwabliani-Tal liegen die meisten Ortschaften der Munizipalität.
In den Nordostteil der Munizipalität reicht das westliche Ende des Nationalparks Bordschomi-Charagauli.

## Bevölkerung und Verwaltungsgliederung
Die Munizipalität hat 16.100 Einwohner (Stand: 2021). Die Einwohnerzahl war mit 16.462 Einwohnern (2014) gegenüber der vorangegangenen Volkszählung (20.752 Einwohner 2002) um etwa ein Fünftel gesunken, nachdem sie zuvor seit den 1940er-Jahren relativ stabil war.
Bevölkerungsentwicklung
Anmerkung: Volkszählungsdaten. 1944 Zwangsumsiedlung der Mescheten aus dem Gebiet (1939: 32.923).

Die Munizipalität ist heute mit 95,7 % fast ausschließlich von Georgiern bewohnt. 3,4 % der Bevölkerung sind Armenier, 0,5 % Russen (Stand 2002).
Die größten Ortschaften neben dem Hauptort Adigeni (783 Einwohner) und der etwas größeren Minderstadt Abastumani sind mit jeweils über 500 Einwohnern die Dörfer Arali, Boladschuri, Ude (mit 2728 Einwohnern mit Abstand größte Ortschaft der Munizipalität) und Warchani (2014).
Die Munizipalität gliedert sich in die eigenständigen Minderstädte Adigeni und Abastumani sowie 18 Gemeinden (georgisch temi, თემი) mit insgesamt 55 Ortschaften:
| Gemeinde      | Anzahl Ortschaften | Einwohner (2014) |
| ------------- | ------------------ | ---------------- |
| Arali         | 2                  | 1368             |
| Benara        | 3                  | 691              |
| Boladschuri   | 2                  | 1120             |
| Chewascheni   | 2                  | 363              |
| Derzeli       | 2                  | 308              |
| Gorguli       | 4                  | 915              |
| Lelowani      | 5                  | 1077             |
| Mlasche       | 3                  | 452              |
| Moche         | 3                  | 556              |
| Pchero        | 3                  | 385              |
| Sanawi        | 4                  | 944              |
| Sarsma        | 2                  | 378              |
| Sedubani      | 3                  | 269              |
| Tschetschla   | 4                  | 583              |
| Tschortschani | 3                  | 794              |
| Ude           | 2                  | 2763             |
| Warchani      | 4                  | 1219             |
| Zachani       | 4                  | 557              |

## Geschichte
Das Gebiet der Munizipalität lag nach dem Zerfall des Königreiches Georgien im 16. Jahrhundert zum Teil im zunächst unabhängigen staatlichen Gebilde Samzche-Saatabago (Meschetien). Dieses wurde bald vom Osmanischen Reich annektiert. Nach der Angliederung des Gebietes an das Russische Reich infolge des Russisch-Türkischen Krieges von 1828/29 kam es einige Zeit später zum Gouvernement Tiflis und gehörte bis in die Anfangsjahre der Sowjetunion größtenteils zu dessen Ujesd Achalziche.
1930 wurde der eigenständige Rajon Adigeni ausgegliedert. Im November 1944 wurden sämtliche Angehörigen der Mescheten, einer türkischsprachigen Volksgruppe überwiegend muslimischen Glaubens, die dort eines ihrer Hauptsiedlungsgebiete hatte und zu diesem Zeitpunkt über drei Drittel der Bevölkerung des Rajons ausmachte (1939: 32.923 von 41.314 Einwohnern), im Rahmen einer stalinistischen Umsiedlungsaktion in die mittelasiatischen Sowjetrepubliken deportiert. Von diesem Ereignis erholte sich die Bevölkerung des Gebietes bis heute nicht, da dort im Gegensatz zu anderen, wirtschaftlich bedeutenderen betroffenen Teilen Georgiens nur wenige Angehörige anderer Volksgruppen neu angesiedelt wurden. Die aufgegebenen Ortschaften wurden nur zum geringen Teil neu besiedelt, und eine spätere Rückkehr wurde den Mescheten verwehrt.
Nach der Erlangung der Unabhängigkeit Georgiens wurde der Rajon 1995 der neu gebildeten Region Samzche-Dschawachetien zugeordnet und 2006 in eine Munizipalität umgebildet.

## Sehenswürdigkeiten
Auf dem Territorium der Munizipalität liegt bei gleichnamigen Dorf das bedeutende mittelalterliche Sarsma-Kloster.

## Verkehr
Durch die Munizipalität Adigeni über deren Hauptort verläuft die Nationalstraße Sch1 (შ1) von Batumi nach Achalziche an der internationalen Fernstraße S8 von Chaschuri zur türkischen Grenze. Unweit der östlichen Grenze der Munizipalität zweigt in nördlicher Richtung über Abastumani die Nationalstraße Sch14 (შ14) ab, die einen fast 2300 m hohen Pass im Meschetischen Gebirge überquert und in die imeretische Hauptstadt Kutaissi führt.
Bahnanschluss besteht wenig östlich der Munizipalität, wo bei der Kleinstadt Wale die Bahnstrecke Chaschuri–Wale endet.